# ولایت ختن
ولایت خُتَن (به زبان اویغوری: خوتەن ۋىلايىتى‎) و یا ولایت هِتیان (به چینی: 和田地区، به پین‌یین: Hétián Dìqū) یکی از ولایات منطقه خودمختار سین‌کیانگ می‌باشد.

## جمعیت
| ترکیب قومیتی ولایت ختن | ترکیب قومیتی ولایت ختن | ترکیب قومیتی ولایت ختن | ترکیب قومیتی ولایت ختن | ترکیب قومیتی ولایت ختن |
| ---------------------- | ---------------------- | ---------------------- | ---------------------- | ---------------------- |
| قومیت                  | قومیت                  |                        | درصد                   | درصد                   |
| اویغور                 | اویغور                 |                        | ۹۷٫۰٪                  | ۹۷٫۰٪                  |
| هان                    | هان                    |                        | ۲٫۸٪                   | ۲٫۸٪                   |
| هوئی                   | هوئی                   |                        | ۰٫۱٪                   | ۰٫۱٪                   |
| سایر                   | سایر                   |                        | ۰٫۰٪                   | ۰٫۰٪                   |
| منبع سرشماری جمعیت :   |                        |                        |                        |                        |

## تاریخچه
بین سال‌های ۱۸۸۳ میلادی و ۱۹۱۳ میلادی، تحت حاکمیت دودمان چینگ، «ولایت ختن» برای اولین بار تاسیس شد.
در سال ۱۹۱۳ میلادی، با تاسیس جمهوری چین (۱۹۴۹–۱۹۱۲)، این ولایت منحل شده. ۱۲ شهرستان، که ۴ تای آن شامل اراضی تشکیل دهندهٔ ولایت ختن امروزی هستند، با هم یکی شده و ولایت کاشغر را تاسیس کردند. این شهرستان‌ها شامل:
1. شهرستان تاشکورگان
2. شهرستان ختن (شامل شهر ختن در آن زمان)
3. شهرستان فیض‌آباد
4. شهرستان کارگیلیک
5. شهرستان کرییه
6. شهرستان کهنه‌شهر
7. شهرستان گوما
8. شهرستان لوپ
9. شهرستان مارالبشی
10. شهرستان یارکند
11. شهرستان ینگی‌حصار
12. شهرستان ینگی‌شهر (شامل شهر کاشغر در آن زمان)

در همین سال، سال ۱۹۱۳ میلادی، شهرستان ختن تقسیم شده و از بخشی از اراضی آن، شهرستان قره‌قاش تاسیس شد.
در سال ۱۹۲۰ میلادی، ولایت ختن، شامل ۶ شهرستان ختن، کرییه، گوما، لوپ، قره‌قاش، و کارگیلیک تاسیس شد.
در سال ۱۹۲۹ میلادی، با جدا شدن از شهرستان کرییه، شهرستان چیرا در ولایت ختن تاسیس شد.
در سالهای ۱۹۳۳ و ۱۹۳۴ میلادی، در منطقهٔ کاشغر که در آن زمان شامل ولایت خودمختار قزل‌سو قرقیز نیز می‌شد، در طی شورشی علیه حکومت استانی وفادار به جمهوری چین، کشور جدیدی به طول دو سال با نام جمهوری اسلامی ترکستان شرقی اعلام شده بود. در منطقهٔ ختن نیز، کشوری با نام «امارت اسلامی ختن» اعلام شد.
بین سال‌های ۱۹۳۴ تا ۱۹۳۷ میلادی، منطقهٔ ختن تحت سلطهٔ جنگ‌سالاران هوئی (مسلمانان چینی‌تبار) بود، در حکومتی که اصطلاحا با نام «دونگانستان» از آن یاد می شود. (در منابع روسی، هوئی‌ها را دونگان می نامند) منطقهٔ ختن در این دوران، در عمل شاهد اشغال و حاکمیت مستعمرانه بر روی ترکهای اویغور توسط قوای نظامی غیربومی بود. به همین دلیل، در طول این دوران، منطقهٔ‌ ختن شاهد قیامهای مسلحانهٔ متعددی، منجمله قیام کارگیلیک در سال ۱۹۳۵ میلادی بود. «دونگانستان» در نهایت در سال ۱۹۳۷ میلادی با دخالت اتحاد جماهیر شوروی منحل شد.
در سال ۱۹۴۳، سه شهرستان پوسکام، ماکیت، و یارکند از ولایت کاشغر با شهرستان کارگیلیک از ولایت ختن، ترکیب شده و ولایت یارکند تاسیس شد.
در سال ۱۹۴۵ میلادی، با جدا شدن از شهرستان کرییه، شهرستان نییه در ولایت ختن تاسیس شد.
بین سالهای ۱۹۵۴ و ۱۹۵۶ میلادی، «ولایت خودمختار جنوب سین‌کیانگ» (مشابه ولایت خودمختار ایلی قزاق) با تحت مدیریت داشتن ولایات کاشغر، یارکند، آق‌سو، ختن، و ولایت خودمختار قزل‌سو قرقیز ایجاد شد. بین سال‌های ۱۹۵۵ و ۱۹۵۶، ولایت کاشغر منحل شده، و شهرستان‌های آن، تحت تابعیت مستقیم «ولایت خودمختار جنوب سین‌کیانگ» قرار گرفت.
در سال ۱۹۵۶، «ولایت خودمختار جنوب سین‌کیانگ» منحل شد. در این سال، ولایت کاشغر باز دوباره تاسیس شد. در همین سال، ولایت یارکند نیز منحل شده و ۴ شهرستان آن به ولایت کاشغر پیوستند. از آن تاریخ به بعد، شهرستان کارگیلیک تابع ولایت کاشغر می‌باشد. اما، از جمله میراث دورانی که کارگیلیک تابع ولایت ختن بوده، امروزه کد پیشوند پلاک خودروهای این شهرستان می باشد. در حالی که کد پیشوند ولایت کاشغر 新Q می باشد، اما کد پیشوند شهرستان کارگیلیک، مانند شهرستان‌های تابع ولایت ختن، 新R است.
در سال ۱۹۵۹ میلادی، نوشتار نام ختن در زبان چینی از «和阗» به «和田»  (به پین‌یین: Hétián) تغییر کرد.
پس از جنگ هند و چین در سال ۱۹۶۲، و تثبیت کنترل چین بر منطقهٔ مورد مناقشهٔ اقصی چین، بیشتر اراضی این منطقه، با مساحتی بیش از ۳۰٬۰۰۰ کیلومتر مربع، ضمیمهٔ شهرستان ختن در ولایت ختن شد.
در سپتامبر سال ۱۹۸۳ میلادی، شهر ختن از شهرستان ختن جدا شده و به «شهر در سطح شهرستان» ارتقاء یافت.
ٔدر فوریه سال ۲۰۱۶، با جدایی از اراضی تحت مدیریت شهرستان‌های قره‌قاش، گوما، و چیرا، شهر قروم‌قاش/کونیو به عنوان شهر وابسته به بینگتوان و «شهر تابع مستقیم منطقه خودمختار» تاسیس شده، از تابعیت ولایت ختن در آمده، و مستقیما در تابعیت اداری منطقه خودمختار سین‌کیانگ قرار گرفت.
در ژانویه سال ۲۰۱۸، اراضی جدیدی از شهرستان کرییه جدا شده و ضمیمهٔ شهر قروم‌قاش شدند.
در دسامبر سال ۲۰۱۹، اراضی جدیدی به مساحت ۱۰۳۹ کیلومتر مربع از شهرستان‌های قره‌قاش، گوما، چیرا، و کرییه جدا شده و ضمیمهٔ شهر قروم‌قاش شدند.

## شهرها و شهرستان‌ها
|   |                        |                  |           |              |            |        |             |  |  |
|   | نام                    | اویغوری          | حروف چینی | پین‌یین       | جمعیت-۱۳۹۹ | مساحت  | تراکم جمعیت |  |  |
| ۱ | شهر ختن                | خوتەن شەھىرى     | 和田市    | Hétián Shì   | ۵۰۱٬۰۲۸    | ۴۶۶    | ۱٬۰۷۴٫۱۵    |  |  |
| ۲ | شهرستان ختن            | خوتەن ناھىيىسى   | 和田县    | Hétián Xiàn  | ۳۲۴٬۶۰۳    | ۴۱٬۰۸۰ | ۷٫۹۰        |  |  |
| ۳ | شهرستان قره‌قاش / مویو  | قاراقاش ناھىيىسى | 墨玉县    | Mòyù Xiàn    | ۵۷۱٬۶۴۸    | ۲۵٬۶۰۸ | ۲۲٫۳۲       |  |  |
| ۴ | شهرستان گوما / پیشان   | گۇما ناھىيىسى    | 皮山县    | Píshān Xiàn  | ۲۸۱٬۵۷۳    | ۳۹٬۴۶۳ | ۷٫۱۴        |  |  |
| ۵ | شهرستان لوپ            | لوپ ناھىيىسى     | 洛浦县    | Luòpǔ Xiàn   | ۲۸۶٬۹۰۰    | ۱۴٬۱۱۴ | ۲۰٫۳۳       |  |  |
| ۶ | شهرستان چیرا / تسِله    | چىرا ناھىيىسى    | 策勒县    | Cèlè Xiàn    | ۱۵۷٬۷۹۲    | ۳۱٬۵۹۲ | ۴٫۹۹        |  |  |
| ۷ | شهرستان کرییه / یوتیان | كېرىيە ناھىيىسى  | 于田县    | Yútián Xiàn  | ۲۵۷٬۰۳۸    | ۳۹٬۰۳۳ | ۶٫۵۹        |  |  |
| ۸ | شهرستان نییه / مینفنگ  | نىيە ناھىيىسى    | 民丰县    | Mínfēng Xiàn | ۴۲٬۶۴۹     | ۵۶٬۷۰۳ | ۰٫۷۵        |  |  |